# 节鞭山姜
节鞭山姜（学名：Alpinia conchigera），为姜科山姜属下的一个植物种。